# Marie Louise Cicci
Marie Louise Sacci (14 septembre 1760 à Pise - 8 mars 1794), en italien Maria Luisa Cicci, dite aussi Maria Luigia, Erminia Tindaride, est une femme de lettres et poétesse italienne de la fin du XVIIIe siècle, célibataire, membre de la colonie arcadienne de Pise, des Intronati de Sienne, elle avait ouvert sa demeure familiale à des réunions littéraires très réputées.

## Biographie
À deux ans, elle eut le malheur de perdre sa mère, Maria Anna Pagnini. Son père, Domenico Alessandro Cicci, noble de naissance et jurisconsulte de profession, surveilla son éducation jusqu’à l’âge de huit ans ; puis, suivant l’usage de son pays et de son temps, il la mit dans un couvent de religieuses, où elle aurait écrit ses premiers vers en cachette.
De retour à quinze ans dans la maison paternelle, et plus libre de suivre ses goûts, elle étudia les poètes, et, tout particulièrement, Dante qu'elle relisait sans cesse ; finalement elle l’apprit par cœur, le citait souvent, et se plaisait à en réciter de mémoire les plus beaux passages. Elle consacra la plus grande partie de sa vie à la poésie.
Elle pratiquait aussi l'étude de la philosophie de Locke et de Newton, de la physique éclairée par les découvertes modernes, de l’histoire, des langues anglaise et française, et plus particulièrement encore de sa propre langue, qu’elle parlait et qu’elle écrivait avec la plus grande pureté.
Elle fut admise dans l'Académie d'Arcadie de Pise en 1786 ; c'est là qu'elle prit le nom d’Emenia Tindarida ; elle fut aussi reçue, en 1786, parmi les Intronati de Sienne. Elle participait régulièrement aux réunions de ces sociétés où elle avait une excellente réputation de déclamateur. Elle passa sa vie dans la maison familiale, où vivait aussi son frère et l'avait ouverte en un cercle littéraire très prisé.
Elle mourut le 8 mars 1794.

## Son œuvre
Le poète
Entièrement autodidacte, elle est néanmoins considérée comme l'une des muses italiennes de la fin du XVIIIe siècle. Les poésies qu'elle écrivit ne ressemblent pas du tout aux poèmes du Dante qu'elle admirait ; elles sont presque toutes anacréontiques (dans le genre d'Anacréon, le célèbre poète de Teios, qui vivait plus de quatre cents ans avant Jésus-Christ) ; cette poésie se caractérise par son élégance, sa finesse, son esprit et son tour fin, mais aisé et naturel.

## Anecdotes
- Son père, voulant que l’instruction de sa fille se bornât à la pratique des vertus et des devoirs domestiques, fit même écarter d’elle tout ce qui sert à l’art d’écrire. Il était loin de prévoir l’usage qu’elle en ferait un jour. Malgré toute la surveillance de ses institutrices, Maria-Louise lut en cachette quelques bons poètes italiens : il n’en fallut pas davantage pour que son génie poétique se déclarât. On eut beau lui interdire l’encre et les plumes ; du jus de raisin et de petits morceaux de bois qu’elle y trempait lui suffisaient pour fixer ses pensées sur le premier morceau de papier venu…
- Elle récitait souvent ses vers dans les réunions de la première, et le charme de ses compositions, joint à ceux de sa personne et de sa voix, y excitaient le plus vif enthousiasme.
- Son caractère était solide, son esprit vif et ses mœurs pures. Depuis la mort de son père, elle vécut dans l’union la plus tendre avec son frère, le chevalier Paul Cicci ; leur maison devint le rendez-vous de tout ce que la ville de Pise avait de plus distingué. Marie-Louise était décidée à conserver son indépendance et à ne se point séparer de sa famille. Sa constitution était faible ; la perte de deux de ses plus intimes amies y porta un coup terrible. Elle négligea une indisposition légère qui devint une maladie grave, et qui la conduisit au tombeau. Elle mourut le 8 mars 1794, pleurée de ses parents et de tous ses amis.

## Sources
- Biographie universelle ancienne et moderne